# Mari (popolo)
I mari (Mari: мари, mari) sono un popolo finnico del Volga il quale ha tradizionalmente abitato lungo i fiumi russi Volga e Kama. La maggioranza dei mari oggi vive nella Repubblica dei Mari, con una consistente popolazione nelle repubbliche del Tatarstan e della Baschiria. In passato, i mari erano anche conosciuti come čeremis (in lingua russa) e
çirmeş (in lingua tatara), da cui il termine italiano "ceremissi". I Mari (e i suoi gruppi subetnici) fanno parte del Volga finlandese, parte dei popoli degli Urali. Sono culturalmente legati ai popoli Erzya e Moksha (Mordvini).

## Distribuzione e sottogruppi

### Distribuzione

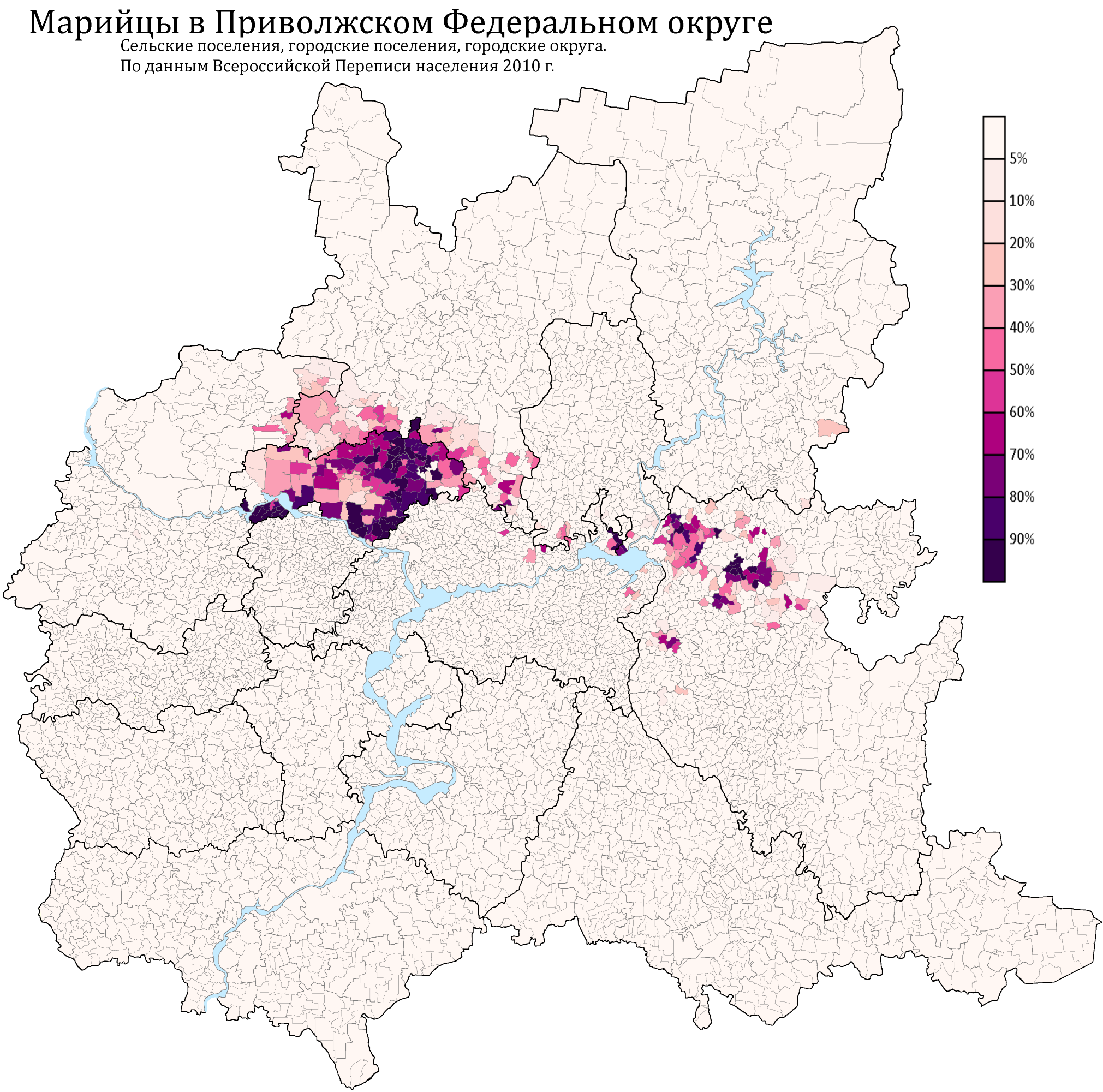
Distribuzione del popolo Mari nella regione federale del Volga, Russia, 2010.

Il popolo mari è costituito da tre gruppi differenti: i mari delle pianure, che abitano lungo la riva sinistra del Volga, i mari della collina o della montagna, i quali vivono lungo la riva destra del Volga, e i mari orientali, situati in Baschiria. Nel censimento russo del 2002, il numero della popolazione dei mari risultava essere di 604.000 abitanti, dei quali veniva specificato che 18.515 erano mari della montagna e 56.119 mari orientali. Quasi il 60% dei mari abita in aree rurali.

### Sottogruppi Mari

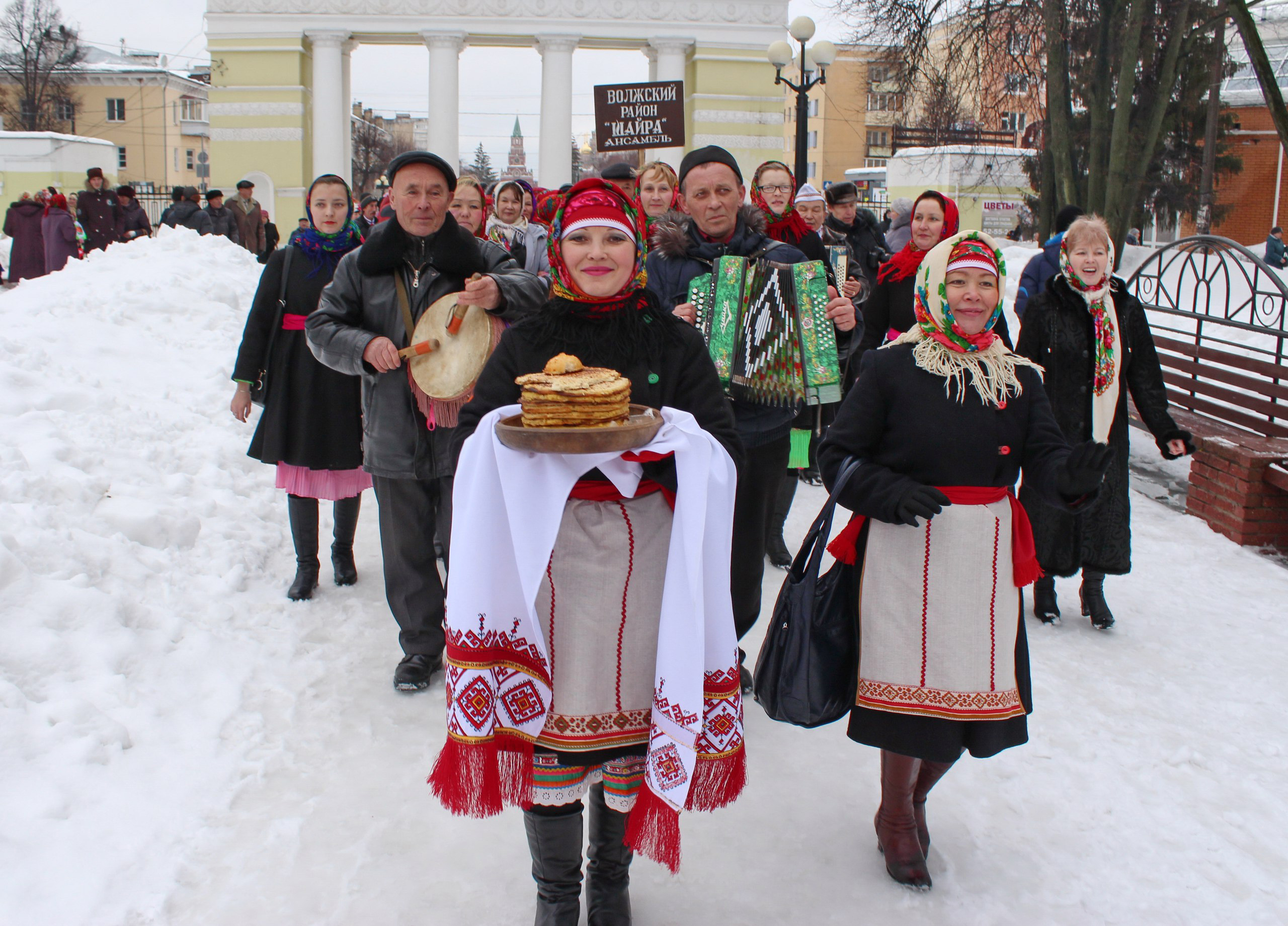
Mari della prato, Joškar-Ola, Repubblica dei Mari, Russia.

La maggior parte delle persone Mari appartiene al gruppo subetnico noto come "Mari del prato". Questo gruppo risiede nella maggioranza della Repubblica dei Mari e vi forma una pluralità. Il loro dialetto della lingua è considerato il dialetto di prestigio e, di conseguenza, la maggior parte dei contenuti e dei media dedicati al popolo Mari è solitamente nel loro dialetto (o in russo, a causa dell'amministrazione della regione da parte della Russia e dello status di la lingua russa lì come coufficiale con i 2 principali dialetti Mari).

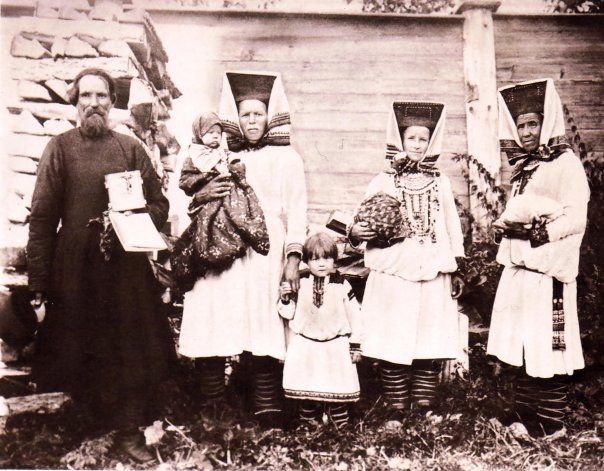
Mari degli Urali, Tsarevokokshaysk, Governatorato di Kazan, Impero Russo.

Il prossimo gruppo più numeroso è in realtà i Mari degli Urali, che non risiedono nelle tradizionali terre dei Mari. Il gruppo, a partire dal 1400 iniziò a stabilirsi in quelli che oggi sono Kirov e Tatarstan, e poi lungo il fiume Kama. L'esodo più notevole del gruppo è stato nel Baschiria, dove potrebbero vivere circa 100.000 persone. I Mari nel Bashkortostan sono fuggiti per evitare la persecuzione religiosa e oggi hanno mantenuto le usanze della religione Mari.

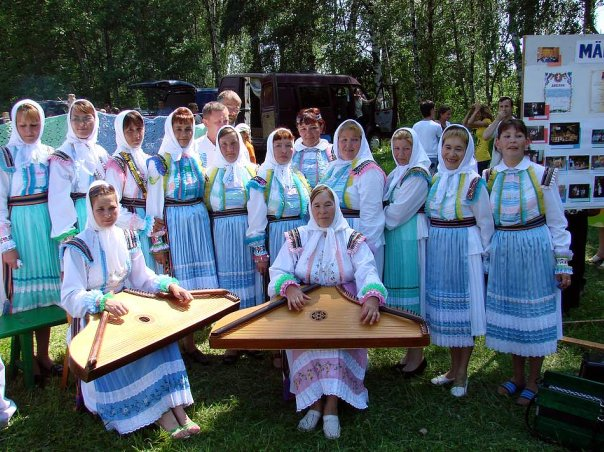
Musicisti popolari Mari della collina.

Il più piccolo dei tre sottogruppi principali, che conta circa 30.000 individui, è il Mari della collina. Questo gruppo, simile a quello dei Mari del Prato, ha anche una versione standardizzata del loro dialetto, basata sulla varietà parlata in Koz'modem'jansk. Questo dialetto è considerato da alcuni una lingua a tutti gli effetti, separata ma imparentata con la lingua dei Mari del Prato. Sono concentrati nel sud-ovest della Repubblica dei Mari, risiedendo principalmente a Koz'modem'jansk (il loro centro culturale) e Yurino (una città più piccola).

## Lingua
I mari hanno la loro propria lingua, appartenente alla famiglia linguistica uralica ed è scritta usando una versione modificata dell'alfabeto cirillico. Oggi i linguisti distinguono quattro dialetti differenti, i quali non tutti sono mutuamente intelligibili: il mari della collina (мары йӹлмӹ), è concentrato principalmente lungo la riva destra del Volga; il mari della pianura (марий йылме), parlato nelle regioni del bassopiano dei fiumi Kokšaga e Volga, le quali comprendono la città di Joškar-Ola; il mari orientale, parlato a est della Vjatka; e il mari nord-occidentale.
Nel censimento del 2002, si dichiarava che 451.033 abitanti parlavano la lingua mari.

## Religione

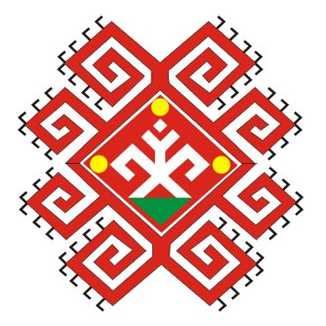
Icona che simboleggia la fede pagana Mari (Marla).

I mari hanno tradizionalmente praticato una fede pagana che connetteva strettamente l'individuo con la natura. Secondo le loro convinzioni, la natura esercita un'influenza magica sulle persone, relazionandola a qualcosa di religioso, potente, all'essere vivente fuori dal quale l'uomo non può esistere. La natura serve come una fonte di assoluto bene che aiuta sempre l'uomo purché egli non la danneggi o vi si opponga.
La fede dei mari possiede anche un pantheon di dei che dimorano nei cieli, i più importanti dei quali è noto come il "grande dio bianco" (Ош Кугу Юмо). Altri dei minori comprendono il dio del fuoco (Тул Юмо) e il dio del vento (Мардеж Юмо). I mari credono anche ad un numero di semi-uomini, semidei (керемет) che vivono sulla Terra. Il più venerato di questi dei è Čumbulat (Чумбулат) o Čumbylat (Чумбылат), un rinomato capo e guerriero.
La Cristianità fu adottata dai mari nel XVI secolo, dopo che il loro territorio venne incorporato nell'Impero russo, durante il regno di Ivan IV "il Terribile". L'adozione della Cristianità non fu generale, tuttavia, e oggi molti mari praticano ancora il paganesimo o sono della fede di Marla, una forma di Cristianità che conserva una quantità significativa di elementi pre-cristiani.

## Il popolo dei mari nell'Unione Sovietica
Seguendo l'organizzazione dei musulmani nell'Unione Sovietica attraverso il Muskom, la sezione dei mari venne allestita sotto il patronato del Narkomnac, il commissariato dei popoli per le nazionalità. La sua mansione era quella di facilitare la stretta unione dei mari con gli altri popoli, onde abolire la diffidenza verso la Russia e innalzare la "coscienza di classe" dei lavoratori mari. In pratica questo coinvolgimento facilitò la richiesta di grano dello stato sovietico, il reclutamento di soldati per l'Armata Rossa e la realizzazione del controllo bolscevico della società.